# Luna E–8–5–405
Luna E–8–5–405 (Luna–16C-, Луна-16C) harmadik generációs szovjet holdautomata, a Luna-program része.

## Küldetés
Feladata a Hold-program keretében kifejlesztett űrhajó technikai próbája űrkörülmények között. A program része volt az automatikus Holdra szállás, mintavétel, majd a Hold elhagyásával visszatérés a Földre.

## Jellemzői
Építette és üzemeltette az OKB–1 (oroszul: Особое конструкторское бюро №1, ОКБ-1), később Lavocskin-tervezőiroda.
1970. február 6-án a Bajkonuri indítóbázisról négylépcsős, az emelkedést segítő szilárd hajtóanyagú segédrakéták párhuzamos elrendezésével, egy Proton-K hordozórakétával (8K78K) állították Föld körüli parkolópályára. Három ponton stabilizált (Föld-, Hold- és Nap-központú) űreszköz. A hordozórakéta technikai hibája miatt a kísérlet sikertelen volt.
A leszállóegység részei a fékező-leszálló, az állványzat és a visszatérő egység. Minden egység energiaellátását kémiai akkumulátorok biztosították. A fékező-leszállóegység: üzemanyagtartályokból, fékező rakétahajtóműből, vezérlő-ellenőrző egységből, rádió adó-vevő berendezésből, antennából, állványzatból (lengéscsillapítókkal), stabilizáló egységből (giroszkóp), magasság- és sebességmérőből állt. Az állványzat biztosította az üreges mintavevő fúró stabilitását. Tetején egy nagy nyomásnak és hőnek ellenálló tartály volt elhelyezve, ide helyezte mintáit az automatika. A kapcsolatot 4 rúdantennán keresztül biztosították. A visszatérőegység hajtóanyagból és rakétahajtóműből, a hozzá tartozó rádió-adó berendezésből, vezérlő-ellenőrző egységből, korrekciós hideggáz-fúvókákból, stabilizáló (giroszkóp) egységből tevődött össze.